# 윤경 (가수)
윤경(본명: 서윤경, 徐胤卿, 2001년 11월 1일 ~ )은 대한민국의 가수로, 걸 그룹 로켓펀치의 멤버이다.

## 생애
윤경은 2001년 11월 1일 광주광역시에서 출생하였다.
2020년 서울공연예술고등학교 실용무용과를 졸업했으며, 2017년 10월에 울림엔터테인먼트 오디션에서 합격하였다.
이후, 연습생 기간을 거쳐 2019년 8월 7일 걸그룹 로켓펀치의 구성원으로 데뷔하였다.

## 학력
- 광주운천초등학교 (졸업)
- 전남중학교 (졸업)
- 서울공연예술고등학교 실용무용과 (졸업)